# Les Bouchers verts
Pour plus de détails, voir Fiche technique et Distribution.
Les Bouchers verts (De grønne slagtere) est un film danois réalisé par Anders Thomas Jensen, sorti en 2003.

## Synopsis
Svend et Bjarne, excédés par leur employeur, décident de se mettre à leur compte et d'ouvrir leur propre boucherie. Les débuts sont pour le moins difficiles et la clientèle plutôt rare. Mais à la suite d'un concours de circonstances, un électricien meurt prisonnier de la chambre froide. Leur ancien patron, venu se moquer de leurs débuts difficiles, se verra remettre quelques steaks issus du cadavre, qui, à la surprise générale, s'avéreront délicieux et les clients arriveront en masse dans cette boucherie à la viande si savoureuse… Jusqu'à ce que la matière première commence à manquer.

## Fiche technique
- Titre : Les Bouchers verts
- Titre original : De Grønne slagtere
- Réalisation : Anders Thomas Jensen
- Scénario : Anders Thomas Jensen
- Production : Kim Magnusson (en) et Tivi Magnusson
- Société de distribution : EuropaCorp Distribution (France)
- Musique : Jeppe Kaas
- Musique de la bande annonce : Bleizi Noz
- Photographie : Sebastian Blenkov
- Montage : Anders Villadsen
- Décors : Mia Stensgaard
- Costumes : Helle Nielsen et Mia Stensgaard
- Pays d'origine :  Danemark
- Langue originale : danois
- Format : couleurs - 2,35:1 - Dolby Digital - 35 mm
- Genre : Comédie noire
- Durée : 95 minutes
- Film interdit aux moins de 12 ans lors de sa sortie en France
- Dates de sortie :
  - Danemark : 8 mars 2003 (NatFilm Festival) ; 21 mars 2003 (sortie nationale)
  - Canada : 6 septembre 2003 (Festival de Toronto) ; 11 février 2005 (sortie limitée)
  - France : 17 mars 2004 (Festival du film nordique de Rouen) ; 26 janvier 2005 (sortie nationale)

## Distribution
- Mads Mikkelsen (VF : Patrick Osmond) : Svend
- Nikolaj Lie Kaas (VF : Emmanuel Garijo) : Bjarne/Eigil
- Line Kruse (VF : Magali Barney) : Astrid
- Ole Thestrup (VF : Jean-Claude Sachot) : Holger
- Aksel Erhardtsen (VF : Marc Cassot) : révérend Villumsen
- Nicolas Bro : Hus Hans
- Bodil Jørgensen : Tina
- Lily Weiding : Ms Juhl

## Inspirations
- 1973, Soleil Vert de Richard Fleischer.[réf. nécessaire]
- 1991, Delicatessen de Marc Caro et Jean-Pierre Jeunet.[réf. nécessaire]